# Anemonoides jenisseensis
Anemonoides jenisseensis là một loài thực vật có hoa trong họ Mao lương. Loài này được Holub mô tả khoa học đầu tiên.